# Sto roků samoty
Sto roků samoty (španělsky Cien años de soledad) je nejznámější románová sága kolumbijského spisovatele Gabriela Garcíi Márqueze, držitele Nobelovy ceny za literaturu. Román byl poprvé vydán roku 1967 v Buenos Aires. V češtině vyšel poprvé roku 1971, pojedenácté roku 2021. Všechna česká vydání jsou v překladu Vladimíra Medka. Román patří ke stěžejním dílům magického realismu.

## Příběh
Kniha se zabývá osudy sedmi generací rodu Buendíů, obývajícího fiktivní jihoamerické městečko Macondo (dějiště většiny Márquezových románů bývá ztotožňováno s autorovou rodnou Aracatacou, kde strávil i většinu dětství u prarodičů z matčiny strany). Děj není přesně datován, nicméně podle vývoje událostí lze soudit, že se odehrává přibližně od poloviny 19. století přibližně do poloviny století dvacátého. Je obrazem latinskoamerických dějin od koloniálních dob (retrospektivy až do časů sira Francise Drakea) přes období občanských válek (plukovník Aureliano Buendía) až po pronikání amerického kapitálu – United Fruit Company (banánová společnost) a z toho plynoucí sociální rozpory (tzv. Banánový masakr v prosinci 1928).
V knize se proplétají reálné prvky s magičnem, nadpřirozené jevy (např. létající koberce) jsou popisovány zcela samozřejmě, zatímco například led je zobrazen jako naprostý zázrak. Záležitosti každodenního života se proplétají s dějinami jihoamerického kontinentu, mnohé postavy se dožívají nepřirozeně vysokého věku, žijí po smrti, vyprávění se často vrací nazpět, časové roviny se proplétají, je vyvolána iluze věčného opakování, návratu. Historie rodu i obce je předem popsána na pergamenech cikánského kouzelníka Melquíadese, který předčasnému vyzrazení osudu Maconda zabránil tím, že své proroctví zapsal ve svém rodném sanskrtu, zašifroval a sestavil tak, že významné události proložil jevy každodenního života.
Za osudy hrdinů románu se skrývá rodové prokletí, jímž je chronická samota všech jeho příslušníků, kteří, ač obklopeni lidmi, nejsou schopni překonat své osamělé vášně. Prokletí rodu je symbolizováno spolu s jeho uzavřeností také několika naznačenými nebo skutečnými případy incestu. Zakladatel Maconda José Arcadio Buendía je uzavřen ve světě své bezbřehé fantazie, snadno se pro něco nadchne, ale nic nedotáhne do konce, jeho osamocenost vrcholí šílenstvím a posledních padesát let života stráví venku na dvoře přivázaný ke stromu. Jeho žena Úrsula, která je zároveň jeho sestřenicí, je pro změnu zcela pohlcena pozemskými starostmi a vyděláváním peněz. Jejich syn, plukovník Aureliano Buendía, neměl nikdy nikoho rád, vedl zbytečné války, plodil děti se ženami, které nemiloval, a propadal se stále více do své pýchy a samoty. Všechny postavy jsou něčím zvláštní a všichni až na Krásnou Remedios, která byla zaživa vzata na nebesa, trpí nějakou vášní nebo obsesí.
Je to velké podobenství o lidské samotě, o lásce, o válce, o stárnutí a o smrti.

## Rodokmen rodiny Buendíů
| Nicanor Ulloa   | Nicanor Ulloa   | Nicanor Ulloa   | Nicanor Ulloa   | Nicanor Ulloa   | Nicanor Ulloa   |             |             |                          |                          |                          |                          | Rebeca Montielová        | Rebeca Montielová        | Rebeca Montielová    | Rebeca Montielová    | Rebeca Montielová    | Rebeca Montielová    |                      |                      | José Arcadio Buendía | José Arcadio Buendía | José Arcadio Buendía | José Arcadio Buendía | José Arcadio Buendía | José Arcadio Buendía |                 |                 |                     |                     |                     |                     | Úrsula Iguaránová   | Úrsula Iguaránová   | Úrsula Iguaránová  | Úrsula Iguaránová  | Úrsula Iguaránová  | Úrsula Iguaránová  |                             |                             |                             |                             |                             |                             |                     |                     |                        |                        |                        |                        |                        |                        |                     |                     |                     |                     |                     |                     |                     |                     |                 |                 |                 |                 |                 |                 |  |  |
| Nicanor Ulloa   | Nicanor Ulloa   | Nicanor Ulloa   | Nicanor Ulloa   | Nicanor Ulloa   | Nicanor Ulloa   |             |             |                          |                          |                          |                          | Rebeca Montielová        | Rebeca Montielová        | Rebeca Montielová    | Rebeca Montielová    | Rebeca Montielová    | Rebeca Montielová    |                      |                      | José Arcadio Buendía | José Arcadio Buendía | José Arcadio Buendía | José Arcadio Buendía | José Arcadio Buendía | José Arcadio Buendía |                 |                 |                     |                     |                     |                     | Úrsula Iguaránová   | Úrsula Iguaránová   | Úrsula Iguaránová  | Úrsula Iguaránová  | Úrsula Iguaránová  | Úrsula Iguaránová  |                             |                             |                             |                             |                             |                             |                     |                     |                        |                        |                        |                        |                        |                        |                     |                     |                     |                     |                     |                     |                     |                     |                 |                 |                 |                 |                 |                 |  |  |
|                 |                 |                 |                 |                 |                 |             |             |                          |                          |                          |                          |                          |                          |                      |                      |                      |                      |                      |                      |                      |                      |                      |                      |                      |                      |                 |                 |                     |                     |                     |                     |                     |                     |                    |                    |                    |                    |                             |                             |                             |                             |                             |                             |                     |                     |                        |                        |                        |                        |                        |                        |                     |                     |                     |                     |                     |                     |                     |                     |                 |                 |                 |                 |                 |                 |  |  |
|                 |                 |                 |                 |                 |                 |             |             |                          |                          |                          |                          |                          |                          |                      |                      |                      |                      |                      |                      |                      |                      |                      |                      |                      |                      |                 |                 |                     |                     |                     |                     |                     |                     |                    |                    |                    |                    |                             |                             |                             |                             |                             |                             |                     |                     |                        |                        |                        |                        |                        |                        |                     |                     |                     |                     |                     |                     |                     |                     |                 |                 |                 |                 |                 |                 |  |  |
|                 |                 |                 |                 |                 |                 | Rebeca      | Rebeca      | Rebeca                   | Rebeca                   | Rebeca                   | Rebeca                   |                          |                          | José Arcadio         | José Arcadio         | José Arcadio         | José Arcadio         | José Arcadio         | José Arcadio         |                      |                      |                      |                      |                      |                      | Pilar Ternerová | Pilar Ternerová | Pilar Ternerová     | Pilar Ternerová     | Pilar Ternerová     | Pilar Ternerová     |                     |                     |                    |                    |                    |                    | plukovník Aureliano Buendía | plukovník Aureliano Buendía | plukovník Aureliano Buendía | plukovník Aureliano Buendía | plukovník Aureliano Buendía | plukovník Aureliano Buendía |                     |                     | Remedios Moscotová     | Remedios Moscotová     | Remedios Moscotová     | Remedios Moscotová     | Remedios Moscotová     | Remedios Moscotová     |                     |                     | Amaranta            | Amaranta            | Amaranta            | Amaranta            | Amaranta            | Amaranta            |                 |                 |                 |                 |                 |                 |  |  |
|                 |                 |                 |                 |                 |                 | Rebeca      | Rebeca      | Rebeca                   | Rebeca                   | Rebeca                   | Rebeca                   |                          |                          | José Arcadio         | José Arcadio         | José Arcadio         | José Arcadio         | José Arcadio         | José Arcadio         |                      |                      |                      |                      |                      |                      | Pilar Ternerová | Pilar Ternerová | Pilar Ternerová     | Pilar Ternerová     | Pilar Ternerová     | Pilar Ternerová     |                     |                     |                    |                    |                    |                    | plukovník Aureliano Buendía | plukovník Aureliano Buendía | plukovník Aureliano Buendía | plukovník Aureliano Buendía | plukovník Aureliano Buendía | plukovník Aureliano Buendía |                     |                     | Remedios Moscotová     | Remedios Moscotová     | Remedios Moscotová     | Remedios Moscotová     | Remedios Moscotová     | Remedios Moscotová     |                     |                     | Amaranta            | Amaranta            | Amaranta            | Amaranta            | Amaranta            | Amaranta            |                 |                 |                 |                 |                 |                 |  |  |
|                 |                 |                 |                 |                 |                 |             |             |                          |                          |                          |                          |                          |                          |                      |                      |                      |                      |                      |                      |                      |                      |                      |                      |                      |                      |                 |                 |                     |                     |                     |                     |                     |                     |                    |                    |                    |                    |                             |                             |                             |                             |                             |                             |                     |                     |                        |                        |                        |                        |                        |                        |                     |                     |                     |                     |                     |                     |                     |                     |                 |                 |                 |                 |                 |                 |  |  |
|                 |                 |                 |                 |                 |                 |             |             |                          |                          |                          |                          |                          |                          |                      |                      |                      |                      |                      |                      |                      |                      |                      |                      |                      |                      |                 |                 |                     |                     |                     |                     |                     |                     |                    |                    |                    |                    |                             |                             |                             |                             |                             |                             |                     |                     |                        |                        |                        |                        |                        |                        |                     |                     |                     |                     |                     |                     |                     |                     |                 |                 |                 |                 |                 |                 |  |  |
|                 |                 |                 |                 |                 |                 |             |             | Santa Sofía de la Piedad | Santa Sofía de la Piedad | Santa Sofía de la Piedad | Santa Sofía de la Piedad | Santa Sofía de la Piedad | Santa Sofía de la Piedad |                      |                      |                      |                      |                      |                      | Arcadio              | Arcadio              | Arcadio              | Arcadio              | Arcadio              | Arcadio              |                 |                 |                     |                     |                     |                     | Aureliano José      | Aureliano José      | Aureliano José     | Aureliano José     | Aureliano José     | Aureliano José     |                             |                             | 17 Aureliánů                | 17 Aureliánů                | 17 Aureliánů                | 17 Aureliánů                | 17 Aureliánů        | 17 Aureliánů        |                        |                        | Fernando del Carpio    | Fernando del Carpio    | Fernando del Carpio    | Fernando del Carpio    | Fernando del Carpio | Fernando del Carpio |                     |                     |                     |                     |                     |                     | Renata Argotová | Renata Argotová | Renata Argotová | Renata Argotová | Renata Argotová | Renata Argotová |  |  |
|                 |                 |                 |                 |                 |                 |             |             | Santa Sofía de la Piedad | Santa Sofía de la Piedad | Santa Sofía de la Piedad | Santa Sofía de la Piedad | Santa Sofía de la Piedad | Santa Sofía de la Piedad |                      |                      |                      |                      |                      |                      | Arcadio              | Arcadio              | Arcadio              | Arcadio              | Arcadio              | Arcadio              |                 |                 |                     |                     |                     |                     | Aureliano José      | Aureliano José      | Aureliano José     | Aureliano José     | Aureliano José     | Aureliano José     |                             |                             | 17 Aureliánů                | 17 Aureliánů                | 17 Aureliánů                | 17 Aureliánů                | 17 Aureliánů        | 17 Aureliánů        |                        |                        | Fernando del Carpio    | Fernando del Carpio    | Fernando del Carpio    | Fernando del Carpio    | Fernando del Carpio | Fernando del Carpio |                     |                     |                     |                     |                     |                     | Renata Argotová | Renata Argotová | Renata Argotová | Renata Argotová | Renata Argotová | Renata Argotová |  |  |
|                 |                 |                 |                 |                 |                 |             |             |                          |                          |                          |                          |                          |                          |                      |                      |                      |                      |                      |                      |                      |                      |                      |                      |                      |                      |                 |                 |                     |                     |                     |                     |                     |                     |                    |                    |                    |                    |                             |                             |                             |                             |                             |                             |                     |                     |                        |                        |                        |                        |                        |                        |                     |                     |                     |                     |                     |                     |                     |                     |                 |                 |                 |                 |                 |                 |  |  |
|                 |                 |                 |                 |                 |                 |             |             |                          |                          |                          |                          |                          |                          |                      |                      |                      |                      |                      |                      |                      |                      |                      |                      |                      |                      |                 |                 |                     |                     |                     |                     |                     |                     |                    |                    |                    |                    |                             |                             |                             |                             |                             |                             |                     |                     |                        |                        |                        |                        |                        |                        |                     |                     |                     |                     |                     |                     |                     |                     |                 |                 |                 |                 |                 |                 |  |  |
| Krásná Remedios | Krásná Remedios | Krásná Remedios | Krásná Remedios | Krásná Remedios | Krásná Remedios |             |             |                          |                          |                          |                          |                          |                          | José Arcadio Segundo | José Arcadio Segundo | José Arcadio Segundo | José Arcadio Segundo | José Arcadio Segundo | José Arcadio Segundo |                      |                      |                      |                      |                      |                      |                 |                 |                     |                     |                     |                     | Petra Cotesová      | Petra Cotesová      | Petra Cotesová     | Petra Cotesová     | Petra Cotesová     | Petra Cotesová     |                             |                             | Aureliano Segundo           | Aureliano Segundo           | Aureliano Segundo           | Aureliano Segundo           | Aureliano Segundo   | Aureliano Segundo   |                        |                        |                        |                        |                        |                        |                     |                     | Fernanda del Carpio | Fernanda del Carpio | Fernanda del Carpio | Fernanda del Carpio | Fernanda del Carpio | Fernanda del Carpio |                 |                 |                 |                 |                 |                 |  |  |
| Krásná Remedios | Krásná Remedios | Krásná Remedios | Krásná Remedios | Krásná Remedios | Krásná Remedios |             |             |                          |                          |                          |                          |                          |                          | José Arcadio Segundo | José Arcadio Segundo | José Arcadio Segundo | José Arcadio Segundo | José Arcadio Segundo | José Arcadio Segundo |                      |                      |                      |                      |                      |                      |                 |                 |                     |                     |                     |                     | Petra Cotesová      | Petra Cotesová      | Petra Cotesová     | Petra Cotesová     | Petra Cotesová     | Petra Cotesová     |                             |                             | Aureliano Segundo           | Aureliano Segundo           | Aureliano Segundo           | Aureliano Segundo           | Aureliano Segundo   | Aureliano Segundo   |                        |                        |                        |                        |                        |                        |                     |                     | Fernanda del Carpio | Fernanda del Carpio | Fernanda del Carpio | Fernanda del Carpio | Fernanda del Carpio | Fernanda del Carpio |                 |                 |                 |                 |                 |                 |  |  |
|                 |                 |                 |                 |                 |                 |             |             |                          |                          |                          |                          |                          |                          |                      |                      |                      |                      |                      |                      |                      |                      |                      |                      |                      |                      |                 |                 |                     |                     |                     |                     |                     |                     |                    |                    |                    |                    |                             |                             |                             |                             |                             |                             |                     |                     |                        |                        |                        |                        |                        |                        |                     |                     |                     |                     |                     |                     |                     |                     |                 |                 |                 |                 |                 |                 |  |  |
|                 |                 |                 |                 |                 |                 |             |             |                          |                          |                          |                          |                          |                          |                      |                      |                      |                      |                      |                      |                      |                      |                      |                      |                      |                      |                 |                 |                     |                     |                     |                     |                     |                     |                    |                    |                    |                    |                             |                             |                             |                             |                             |                             |                     |                     |                        |                        |                        |                        |                        |                        |                     |                     |                     |                     |                     |                     |                     |                     |                 |                 |                 |                 |                 |                 |  |  |
|                 |                 |                 |                 |                 |                 |             |             |                          |                          | Gaston                   | Gaston                   | Gaston                   | Gaston                   | Gaston               | Gaston               |                      |                      | Amaranta Úrsula      | Amaranta Úrsula      | Amaranta Úrsula      | Amaranta Úrsula      | Amaranta Úrsula      | Amaranta Úrsula      |                      |                      | José Aracadio   | José Aracadio   | José Aracadio       | José Aracadio       | José Aracadio       | José Aracadio       |                     |                     | Mauricio Babilonia | Mauricio Babilonia | Mauricio Babilonia | Mauricio Babilonia | Mauricio Babilonia          | Mauricio Babilonia          |                             |                             |                             |                             |                     |                     | Renata Remedios (Meme) | Renata Remedios (Meme) | Renata Remedios (Meme) | Renata Remedios (Meme) | Renata Remedios (Meme) | Renata Remedios (Meme) |                     |                     |                     |                     |                     |                     |                     |                     |                 |                 |                 |                 |                 |                 |  |  |
|                 |                 |                 |                 |                 |                 |             |             |                          |                          | Gaston                   | Gaston                   | Gaston                   | Gaston                   | Gaston               | Gaston               |                      |                      | Amaranta Úrsula      | Amaranta Úrsula      | Amaranta Úrsula      | Amaranta Úrsula      | Amaranta Úrsula      | Amaranta Úrsula      |                      |                      | José Aracadio   | José Aracadio   | José Aracadio       | José Aracadio       | José Aracadio       | José Aracadio       |                     |                     | Mauricio Babilonia | Mauricio Babilonia | Mauricio Babilonia | Mauricio Babilonia | Mauricio Babilonia          | Mauricio Babilonia          |                             |                             |                             |                             |                     |                     | Renata Remedios (Meme) | Renata Remedios (Meme) | Renata Remedios (Meme) | Renata Remedios (Meme) | Renata Remedios (Meme) | Renata Remedios (Meme) |                     |                     |                     |                     |                     |                     |                     |                     |                 |                 |                 |                 |                 |                 |  |  |
|                 |                 |                 |                 |                 |                 |             |             |                          |                          |                          |                          |                          |                          |                      |                      |                      |                      |                      |                      |                      |                      |                      |                      |                      |                      |                 |                 |                     |                     |                     |                     |                     |                     |                    |                    |                    |                    |                             |                             |                             |                             |                             |                             |                     |                     |                        |                        |                        |                        |                        |                        |                     |                     |                     |                     |                     |                     |                     |                     |                 |                 |                 |                 |                 |                 |  |  |
|                 |                 |                 |                 |                 |                 |             |             |                          |                          |                          |                          |                          |                          |                      |                      |                      |                      |                      |                      |                      |                      |                      |                      |                      |                      |                 |                 |                     |                     |                     |                     |                     |                     |                    |                    |                    |                    |                             |                             |                             |                             |                             |                             |                     |                     |                        |                        |                        |                        |                        |                        |                     |                     |                     |                     |                     |                     |                     |                     |                 |                 |                 |                 |                 |                 |  |  |
| Svazek:         | Svazek:         | Svazek:         | Svazek:         | Svazek:         | Svazek:         |             |             |                          |                          |                          |                          |                          |                          |                      |                      |                      |                      |                      |                      |                      |                      |                      |                      |                      |                      |                 |                 |                     |                     |                     |                     |                     |                     |                    |                    |                    |                    |                             |                             | Aureliano Babilonia         | Aureliano Babilonia         | Aureliano Babilonia         | Aureliano Babilonia         | Aureliano Babilonia | Aureliano Babilonia |                        |                        |                        |                        |                        |                        |                     |                     |                     |                     |                     |                     |                     |                     |                 |                 |                 |                 |                 |                 |  |  |
| Svazek:         | Svazek:         | Svazek:         | Svazek:         | Svazek:         | Svazek:         |             |             |                          |                          |                          |                          |                          |                          |                      |                      |                      |                      |                      |                      |                      |                      |                      |                      |                      |                      |                 |                 |                     |                     |                     |                     |                     |                     |                    |                    |                    |                    |                             |                             | Aureliano Babilonia         | Aureliano Babilonia         | Aureliano Babilonia         | Aureliano Babilonia         | Aureliano Babilonia | Aureliano Babilonia |                        |                        |                        |                        |                        |                        |                     |                     |                     |                     |                     |                     |                     |                     |                 |                 |                 |                 |                 |                 |  |  |
|                 |                 | manželský       |                 |                 |                 |             |             |                          |                          |                          |                          |                          |                          |                      |                      |                      |                      |                      |                      |                      |                      |                      |                      |                      |                      |                 |                 |                     |                     |                     |                     |                     |                     |                    |                    |                    |                    |                             |                             |                             |                             |                             |                             |                     |                     |                        |                        |                        |                        |                        |                        |                     |                     |                     |                     |                     |                     |                     |                     |                 |                 |                 |                 |                 |                 |  |  |
|                 |                 |                 |                 |                 |                 |             |             |                          |                          |                          |                          |                          |                          |                      |                      |                      |                      |                      |                      |                      |                      |                      |                      |                      |                      |                 |                 |                     |                     |                     |                     |                     |                     |                    |                    |                    |                    |                             |                             |                             |                             |                             |                             |                     |                     |                        |                        |                        |                        |                        |                        |                     |                     |                     |                     |                     |                     |                     |                     |                 |                 |                 |                 |                 |                 |  |  |
|                 |                 | nemanželský     | nemanželský     | nemanželský     | nemanželský     | nemanželský | nemanželský |                          |                          |                          |                          |                          |                          |                      |                      |                      |                      |                      |                      |                      |                      |                      |                      |                      |                      |                 |                 | Aureliano (Rodrigo) | Aureliano (Rodrigo) | Aureliano (Rodrigo) | Aureliano (Rodrigo) | Aureliano (Rodrigo) | Aureliano (Rodrigo) |                    |                    |                    |                    |                             |                             |                             |                             |                             |                             |                     |                     |                        |                        |                        |                        |                        |                        |                     |                     |                     |                     |                     |                     |                     |                     |                 |                 |                 |                 |                 |                 |  |  |
|                 |                 | nemanželský     | nemanželský     | nemanželský     | nemanželský     | nemanželský | nemanželský |                          |                          |                          |                          |                          |                          |                      |                      |                      |                      |                      |                      |                      |                      |                      |                      |                      |                      |                 |                 | Aureliano (Rodrigo) | Aureliano (Rodrigo) | Aureliano (Rodrigo) | Aureliano (Rodrigo) | Aureliano (Rodrigo) | Aureliano (Rodrigo) |                    |                    |                    |                    |                             |                             |                             |                             |                             |                             |                     |                     |                        |                        |                        |                        |                        |                        |                     |                     |                     |                     |                     |                     |                     |                     |                 |                 |                 |                 |                 |                 |  |  |

Černými rámečky je označena pokrevní linie.

## Adaptace
Román vyšel v roce 2010 také jako šestihodinová audiokniha v nakladatelství Radioservis, čte Jiří Adamíra.
García Márquez nikdy nesouhlasil se zfilmováním, takže až 5 let po jeho smrti oznámil jeho syn Rodrigo García Barcha prodej práv společnosti Netflix. Hlavní autorovy námitky byly však zohledněny. Dějová linka je sledována důsledně, ale chronologie je mírně linearizována. První polovina šestnáctidílného televizního seriálu byla uvedena 11. prosince 2024. Ve střední Evropě i ve světě se setkala s poměrně příznivým hodnocením.